# 大知慶一郎
大知 慶一郎（おおち けいいちろう）は、日本の脚本家。男性。日本脚本家連盟会員。愛知県出身。

## 参加作品

### テレビアニメ
2004年
- 流星戦隊ムスメット（脚本）

2005年
- エンジェル・ハート（脚本）

2006年
- 金色のコルダ〜primo passo〜（脚本）

2007年
- ぼくらの（脚本）

2008年
- 我が家のお稲荷さま。（脚本）
- ネオ アンジェリーク Abyss（脚本）
- ネオ アンジェリーク Abyss Second Age（脚本）
- スキップ・ビート!（脚本）

2009年
- 黒神 The Animation（脚本）
- ミラクル☆トレイン〜大江戸線へようこそ〜（脚本）

2010年
- 伝説の勇者の伝説（脚本）
- FORTUNE ARTERIAL 赤い約束（脚本）
- ちゅーぶら!!（脚本）

2011年
- お兄ちゃんのことなんかぜんぜん好きじゃないんだからねっ!!（脚本）
- まよチキ!（脚本）
- いつか天魔の黒ウサギ（脚本）
- バクマン。（第2シリーズ、脚本）

2012年
- パパのいうことを聞きなさい!（脚本）
- だから僕は、Hができない。（脚本）

2012年
- バクマン。（第3シリーズ、脚本）
- アイカツ!（脚本）

2013年
- 生徒会の一存 Lv.2（脚本）
- ムシブギョー（脚本）
- 犬とハサミは使いよう（脚本）
- アウトブレイク・カンパニー（シナリオ）

2014年
- 金色のコルダ Blue♪Sky（シリーズ構成・脚本）
- 妖怪ウォッチ（脚本）
- デュエル・マスターズ VS（脚本）
- 人生相談テレビアニメーション「人生」（脚本）
- 大図書館の羊飼い（脚本）

2015年
- やはり俺の青春ラブコメはまちがっている。続（脚本）
- デュエル・マスターズ VSR（脚本）

2016年
- 双星の陰陽師（脚本）
- デュエル・マスターズ VSRF（脚本）
- 甘々と稲妻（脚本）
- デジモンユニバース アプリモンスターズ（脚本）

2017年
- デュエル・マスターズ（脚本）
- ドリフェス!R（脚本）

2018年
- ヒナまつり（シリーズ構成・脚本）
- イナズマイレブン アレスの天秤（脚本）
- 新幹線変形ロボ シンカリオン（脚本）
- 妖怪ウォッチ シャドウサイド（脚本）
- アイカツフレンズ!（脚本）
- デュエル・マスターズ!（脚本）

2019年
- 五等分の花嫁（シリーズ構成・シナリオ）
- 妖怪ウォッチ!（脚本）
- この世の果てで恋を唄う少女YU-NO（脚本）　
- アイカツフレンズ! 〜かがやきのジュエル〜（脚本）
- まちカドまぞく（シリーズ構成・脚本）
- アイカツオンパレード!（脚本）

2020年
- トミカ絆合体 アースグランナー（脚本）
- やはり俺の青春ラブコメはまちがっている。完（シリーズ構成・脚本）　
- 安達としまむら（シリーズ構成・シナリオ）　

2021年
- ゲキドル（チーフライター・脚本）
- 五等分の花嫁∬（シリーズ構成・シナリオ）
- アイカツプラネット!（脚本）
- 妖怪ウォッチ♪（脚本）
- マジカパーティ（脚本）
- ピーチボーイリバーサイド（シリーズ構成・脚本）
- カノジョも彼女（シリーズ構成・脚本）

2022年
- スローループ（脚本）
- 天才王子の赤字国家再生術（脚本）
- まちカドまぞく 2丁目（シリーズ構成・脚本）
- 組長娘と世話係（シリーズ構成・脚本）

2023年
- お隣の天使様にいつの間にか駄目人間にされていた件（シリーズ構成・脚本）
- もののがたり（シリーズ構成・脚本）
- 女神のカフェテラス（シリーズ構成・脚本）
- アンダーニンジャ（シリーズ構成・脚本）
- うちの会社の小さい先輩の話（脚本）
- 聖者無双〜サラリーマン、異世界で生き残るために歩む道〜（シリーズ構成・脚本）
- カノジョも彼女 Season2（シリーズ構成）
- 五等分の花嫁∽（シリーズ構成・脚本）
- ひきこまり吸血姫の悶々（シリーズ構成）

2024年
- 声優ラジオのウラオモテ（シリーズ構成）
- 戦隊大失格（シリーズ構成・脚本）

2025年
- マジック・メイカー 〜異世界魔法の作り方〜（シリーズ構成・脚本）
- ある魔女が死ぬまで（シリーズ構成）
- Summer Pockets（シリーズ構成・脚本）
- 完璧すぎて可愛げがないと婚約破棄された聖女は隣国に売られる（シリーズ構成）
- 宇宙人ムームー（シリーズ構成・脚本）
- 忍者と極道（シリーズ構成）

2026年
- クラスで2番目に可愛い女の子と友だちになった（シリーズ構成・脚本）

### 劇場アニメ
- 映画 五等分の花嫁（2022年、脚本）
- がんばっていきまっしょい（2024年、脚本）※櫻木優平と共同

### OVA
- ハンツー×トラッシュ（2015年、脚本）

### Webアニメ
- モンスターストライク（第2期：2017年、シナリオ）
- 終末のワルキューレII（2023年、脚本）

### テレビドラマ
- ここはグリーン・ウッド 〜青春男子寮日誌〜（2008年、脚本）